# Kalvebodbroerne
Kalvebodbroerne, auch in Einzahl als Kalvebodbroen, ist eine Straßenbrücke über den Kalveboderne bei Kopenhagen. Sie ist die östliche der beiden Brücken der Kalveboderne-Querung, die aus der Sorterendebro, dem künstlichen aufgeschütteten Eiland Skrædderholm und der Kalvebodbro besteht. Die Querung wird vom Amagermotorvej, der ‚Amagerautobahn‘, genutzt, die Teil der Europastraße 20 (E 20) ist und die Stadt südlich umfährt.  
Die ungefähr 240 m lange Brücke besteht aus zwei parallel verlaufenden Balkenbrücken mit fünf Feldern, die je drei Fahrspuren und einen Randstreifen tragen. Sie liegen mit etwas Abstand nebeneinander und werden von zentrisch unter dem Brückendeck angeordneten sechseckigen Pfeilern getragen.